# Diadiouchkina kvartira
Pour plus de détails, voir Fiche technique et Distribution.
Diadiouchkina kvartira (Дядюшкина квартира) est un film russe réalisé par Piotr Tchardynine, sorti en 1913,.

## Fiche technique
- Photographie : Fiodor Bremer
- Décors : Boris Mikhin